# Eskimo
Eskimo (1979) es el sexto álbum del grupo estadounidense avant-garde, The Residents. Es probablemente el más inaccesible e inclasificable de la banda, así como uno de los más aclamados.

## Lista de canciones
1. «The Walrus Hunt»
2. «Birth»
3. «Arctic Hysteria»
4. «The Angry Angakok»
5. «A Spirit Steals a Child»
6. «The Festival of Death»

- Bonus tracks Sólo en la reedición de 1987. Originalmente en el compilado de varios artistas Subterranean Modern (1979).

1. «I Left My Heart in San Francisco»
2. «Dumbo the Clown (Who Loved Christmas)»
3. «Is He Really Bringing Roses? (The Replacement)»
4. «Time's Up»

## Personal
- The Residents - compositores, instrumentos, efectos, producción
- Snakefinger - guitarra
- Don Preston - teclados
- Chris Cutler - percusión

## Diskomo
Tras recibir críticas sobre lo inaccesible del álbum, los Residents lanzaron como respuesta el EP Diskomo. Como indica el título, contiene partes del LP original remezcladas bajo un ritmo de música disco. El lado B "Goosebump" es una serie de canciones infantiles tocadas en instrumentos de juguete.
Dos décadas después editaron Diskomo 2000 con versiones regrabadas y/o remezcladas de los temas.
| 1. «Diskomo» 2. «Disaster» 3. «Plants» 4. «Farmers» 5. «Twinkle» | 1. «Diskomo 2000» 2. «Diskomo» 3. «Disaster» 4. «Plants» 5. «Farmers» 6. «Twinkle» 7. «Twinkle 2000» 8. «Diskomo 1992» |